# Conjunto Residencial do Parque Guinle
O Conjunto Residencial do Parque Guinle é composto por três edifícios situados no Parque Eduardo Guinle, na cidade do Rio de Janeiro. Começou a ser projetado na década de 1940 pelo arquiteto brasileiro Lucio Costa e é considerado um ícone da arquitetura moderna no Brasil.
O projeto original incluía seis edifícios, mas somente três foram construídos. Os edifícios Nova Cintra (1948), Bristol (1950) e Caledônia (1952) estão localizados na área mais baixa do parque, cujo acesso se dá pela Rua Gago Coutinho, no bairro de Laranjeiras, na Zona Sul da capital.
Há numerosos elementos modernistas na concepção da obra, como o formato em bloco das construções sustentadas sobre pilotis. Varandas foram escolhidas pelo arquiteto para compor as fachadas dos edifícios. A elas foram agregados elementos como brises, cobogós e treliças para proteger os apartamentos do sol vespertino, sem comprometer a vista para o parque. As fachadas também são marcadas pelas cores: azul, rosa, amarelo, branco e pela cerâmica natural. Os espaços internos são de grandes dimensões e os jardins dos edifícios foram projetados por Burle Marx.
O projeto do "Conjunto Residencial do Parque Guinle" rendeu a Lucio Costa o "Prêmio para Habitação Coletiva" da I Exposição Internacional de Arquitetura na 1ª Bienal de São Paulo de 1951.
O conjunto foi tombado pelo Instituto do Patrimônio Histórico e Artístico Nacional por sua importância cultural, em 1986.